# ポスト・コミュニズムの諸問題
ポスト・コミュニズムの諸問題（Problems of Post-Communism）は隔月発行の査読付き学術雑誌で、ポスト共産主義国の経済、政治、安全保障、国際情勢を扱う。 
1992年までは共産主義の諸問題（Problems of Communism）として発行され、ソビエト連邦の崩壊を予測していた。
もともとはアメリカ合衆国広報文化交流局によって発行されていたが、現在はテイラーアンドフランシスグループのラウトレッジから発行されている。編集長はドゥミトリー・P.・ゴレンブルグ（ハーバード大学）である。

## 要約作成・索引付け
このジャーナルは、 Current Contents /Social and Behavioral Sciences、 ProQuest 、 Scopus 、 Social Sciences Citation Index 、 Sociological Abstracts 、およびWorldwide Political Science Abstractsで要約および索引付けされている。ジャーナルサイテーションレポートによると、この雑誌の2020年のインパクトファクターは 2.127 で、「政治学」カテゴリの 165 のジャーナルの中で---にランク付けされている。